# وديع أبي رعد
وديع أبي رعد (16 يونيو 1975، في بيروت، لبنان -)؛ هو موسيقي ومدرب فني وصوتي لبناني. شارك في أعمال مسرحية غنائية في عدد من الدول الغربية، منها إيطاليا وبلغاريا وفرنسا، كذلك في أعمال قدمت في عدد من الدول العربية. حاز شهادتين: الأولى في إدارة الأعمال، والثانية دبلوم في الغناء الأوبرالي. لديه العديد من المساهمات الفنية على مستوى الأداء في برامج فنية تلفزيونية، وبرز في تدريب عدد من أهل الفن العرب على الأداء، وقد اكتسب شهرته، كأستاذ موسيقى في برنامج الهواة «ستار أكاديمي» في أغلب مواسمه. في تشرين الأول (أكتوبر) 2003، فاز وديع بجائزة التشجيع الخاص لعام 2003 التي منحتها مؤسسة «راينا كاباييفانسكا» (بالبلغارية: Raina KABAIVANSKA)‏ في بلغاريا.

## بدايات
ولد وديع أبي رعد في 16 حزيران (يونيو) 1975 في العاصمة اللبنانية بيروت، وهو من بلدة البوار قضاء كسروان جبل لبنانورقم سجله 37. والده يوسف (جوزيف)، ووالدته ماري الشدياق، وله أخت اسمها ريتا.
بدأ وديع مشواره الفني «الغنائي» في كورال  كنيستي مار تقلا جل الديب، ومار إلياس أنطلياس، وعند سماع الفنان أسامة الرحباني لصوته أعجب به، وضمّه للكورال الخاص به.
وفي حوار معه في العام 2013، يوجز وديع أبرز محطاته الفنية آنذاك، بالقول: «عملت في مسرح منصور الرحباني، وتاليًا مع أبنائه، وكنت أقدم مقاطع غنائية قصيرة منفردة أو مع الكورال. تابعت تحصيلي العلمي، ثم درست الأداء الأوبرالي في معهد الموسيقى، وفي جامعة الروح القدس - الكسليك، وتلقيت دروسًا خصوصية في هذا المجال على أيدي أساتذة مختصين.» وفي حوار آخر، يذكر وديع أنه طرأ تغير في حياته العملية، لدى توليه مهمة تدريب الغناء وتقنيات الصوت لطلاب برنامج «ستار أكاديمي» الذي باعتراف أبي رعد: «حوّلني إلى شخص مشهور، كل الأنظار تنصب عليّ، ولم أحب هذا الأمر لأنني فقدت خصوصيتي، لكني اعتدت عليه مع الوقت.»

## نشاطه التعليمي والفني
درس وديع في كلية إدارة الأعمال، ومن ثم حصل على الدبلوم في الغناء الأوبرالي في إيطاليا، فتدرب على يدي مغني الأوبرا Raina Kabaivanska وRoberto Scandiuzzi وDaniel Sumegi، قبل أن يشارك منفردًا في العديد من الأعمال الأوبرالية في إيطاليا وفرنسا وبلغاريا ولبنان.
تخصص وديع في تدريب عدد من المغنين العرب أثناء تسجيل أغانيهم، وشارك في تدريب أبطال مسرحيات الرحابنه، وقدم العديد منها، وقد عمل كفنان، ومغنٍّ وأستاذ صوت.
اشترك في برنامج «ستار أكاديمي» (النسخة العربية) منذ انطلاقته في العام 2002، ليدرّب المشتركين على تقنيات الصوت والغناء، وقد أعدّ من أبرز أركان هذا البرنامج التلفزيوني الترفيهي على مدى ست دورات. انتقل للعمل في «ذا فويس» في نسخته العربية، كذلك عمل في برنامج «شكلك مش غريب» لتدريب الفنانين، وفي برنامج «أرب آيدول».
عرف وديع بحسن تعامله مع المتدربين لديه، فإلى ذلك كانت له مشاركات غنائية خاصة، منها اطلاق أغنية «حبيتك وبحبك» في العام 2017، بصوته، وذلك بعدما أعاد الموسيقي أسامة الرحباني تسجيلها بتوزيع جديد وبتنفيذ أوركسترالي في مدينة كييف وهي من إنتاج أسامة أيضًا. وهذه الأغنية تعد من أشهر أعمال الأخوين الرحباني، وقد غناها الموسيقار الراحل ملحم بركات في بداية مشواره الفني. وقد سبق لوديع أن غنّى الأغنية ضمن مهرجان جمعه مع النجمة هبة طوجي عامي 2011 و 2012.

## أعماله
شارك وديع في العديد من الأعمال والنشاطات الفنية، منها:
- «مسرحية المتنبي» للمؤلف منصور الرحباني، والاخراج لمروان الرحباني (2001)، مع الفنانين اللبنانيين كارول سماحة وغسان صليبا، والسوري جمال سليمان.[21] وهي مسرحية غنائية من فصلين تروي مراحل من حياة الشاعر العربي أبي الطيب المتنبي.
- مسرحيات وحفلات أوبرالية في إيطاليا وغيرها من الدول.
- أستاذ التدريب على الصوت في العديد من البرنامج التلفزيونية الترفيهية، حيث يقوم في تدريب المتسابقين على الغناء.[22]
- تدريب عدد من المغنين العرب، منهم الفنانتان: إليسا، وهبة طوجي،[23] حيث أطلق مع الأخيرة في العام 2013، ألبومها الغنائي: «لا بداية ولا نهاية»،[24] كذلك كانت له مساهمة في عملها: «النظام الجديد».[23][25]

## وصلات خارجية
- وديع أبي رعد على موقع قاعدة بيانات الأفلام العربية
- وديع أبي رعد على موقع ديسكوغز (الإنجليزية)